# Intermezzo (film, 1936)
Pour les articles homonymes, voir Intermezzo.
Pour plus de détails, voir Fiche technique et Distribution.
Intermezzo est un film germano suédois réalisé par Gustaf Molander sorti en 1936.

## Synopsis
Une jeune pianiste entretient une liaison intime avec un violoniste marié.

## Fiche technique
- Réalisation : Gustaf Molander
- Scénario : Gösta Stevens, Gustaf Molander
- Directeur de la photographie : Åke Dahlqvist, assisté de Karl-Erik Alberts (non crédité)
- Format : Noir et blanc
- Genre : Drame romantique
- Date de sortie : 16 novembre 1936 (Suède)
- Durée : 93 minutes
- Pays : Suède - Troisième Reich

## Distribution
- Gösta Ekman : Professeur Holger Brandt
- Inga Tidblad : Margit Brandt
- Ingrid Bergman : Anita Hoffman
- Erik Berglund : Impresario Charles Möller
- Hugo Björne : Thomas Stenborg
- Anders Henrikson : Marin suédois
- Hasse Ekman : Åke Brandt
- Britt Hagman : Ann-Marie Brandt

## Article annexe
- Liste des longs métrages allemands créés sous le nazisme